# Пирс, Элис
Али́сия «Э́лис» Пирс (англ. Alicia «Alice» Pearce, 16 октября 1917 — 3 марта 1966) — американская актриса театра, кино и телевидения. В 1927 году в возрасте девяти лет Пирс случайно упала с качелей и ударилась подбородком. В результате этого у неё остался недоразвитый маленький подбородок. Именно это происшествие позже определило её направление в карьере — она стала комедианткой.
В 1931 году Пирс поступила на обучение в парижский коллеж Монморанси, где основное внимание уделялось литературе, языкам, драматическому и изобразительному искусству. Она мечтала учиться в США и, не закончив этот колледж, в 1935 году поступила в Магистерскую школу в Доббс Ферри, штат Нью-Йорк, где была зачислена во французское драматическое сообщество школы «Le Cercle». С 1936 по 1940 год Пирс прошла обучение в колледже Сары Лоуренс, где получила степень по драматургии. В репертуар Пирс в колледже вошли: «Серебряный шнур» Сидни Ховарда, «Любовь к ближнему» Леонида Андреева, «Ночь ошибок, или Унижение паче гордости» Оливера Голдсмита и «Алиса в Стране чудес» Льюиса Кэрролла.
22 декабря 1942 года Пирс дебютировала на Бродвее в постановке Леонарда Силлмана «Новые лица 1943 года». Свою карьеру в кино Пирс начала благодаря актёру и режиссёру Джину Келли, который пригласил её для съёмок в фильме «Увольнение в город» (1949). Пирс получила много хороших отзывов, а фильм вошёл в двадцатку лучших американских фильмов-мюзиклов за 100 лет по версии AFI. За всю жизнь Пирс снялась в 14 фильмах и множестве сериалов, но настоящую популярность ей принесла роль любопытной соседки Глэдис Кравиц в телевизионном ситкоме «Моя жена меня приворожила». Также была номинирована на премию «Грэмми» в 1960 году в номинации Лучший комедийный альбом за альбом, записанный вместе с Гансом Конридом. Пирс умерла от рака яичников 3 марта 1966 года. В том же году она получила премию «Эмми» за лучшую женскую роль второго плана в комедийном сериале посмертно.

## Ранние годы

### Семья и детство (1917—1930)
Элис Пирс родилась в районе Инвуд в северной части острова Манхэттен, Нью-Йорк. Она была единственным ребёнком в семье. Когда Элис родилась, её отцу Роберту Пирсу было двадцать восемь лет, он второй год работал аудитором в National City Bank of New York, расположенном по адресу Уолл-стрит, 55. Роберт Пирс, младший из пяти детей, родился в городе Бельфонтейн, штат Огайо, 18 августа 1889 года. Он провёл там первые двадцать четыре года своей жизни. Роберт, или «Боб», как называли его семья и друзья, получил достойное воспитание. Это была жизнь, сформированная церковью, школой и общественными делами. В гимназии Боб преуспевал как в учёбе, так и в музыке, с раннего возраста занимаясь игрой на скрипке. В 1906 году он окончил единственную в Бельфонтейне среднюю школу на Ист-Колумбус-авеню, переживавшую тогда свои последние дни. Другим зданием, имевшим огромное значение для Боба и для всех Пирсов, была Методистская епископальная церковь Бельфонтейна, до сих пор стоящая на углу Северной Мэйн-стрит и Сандаски-авеню. Боб приобщился к этой церкви за две недели до своего десятого дня рождения, в церкви его отец Гарри каждую неделю вёл воскресные занятия для мальчиков.
Гарри Пирс родился в 1851 году в общине Сейнт Кеверн в Корнуолле, Англия, и был старшим сыном фермера, чьи предки жили в этой деревне более двухсот лет. Гарри не хотел оставаться там жить и в шестнадцать лет уехал. Сначала он отправился в Цинциннати, где жили двоюродные братья его отца, Джеймс и Генри Пирс, которые занимались бизнесом по производству хлопковой пряжи, а после переехал в Бельфонтейн, примерно в ста милях к северо-востоку от Цинциннати. В 1873 году он стал продавцом в магазине и познакомился с местной жительницей Эммой Колтон. Гарри и Эмма поженились в 1875 году, и у них родилось трое сыновей: Честер, Уилбур и Роберт — отец Элис.
В двадцать четыре года Роберт Пирс понял, что его среднего образования недостаточно, чтобы достичь тех высот, к которым он стремился, и поступил на факультет коммерции Нью-Йоркского университета, который предлагал ускоренное обучение для студентов дневного отделения, позволяя им получить степень всего за два года, и в сентябре 1913 года уехал из Бельфонтейна в Нью-Йорк.
Родители Маргарет Кларк, матери Элис Пирс, — Джозеф Кларк и Салли ЛаФранс — поженились в маленьком городке Перри в округе Ролс. Маргарет Элис Кларк — вторая по старшинству из четырёх детей — родилась в Перри 29 мая 1892 года. Маргарет часто пела соло на школьных конкурсах и училась игре на фортепиано у двоюродной сестры Лиды Алфорд. В то время возможности средней школы в Перри были несколько ограничены, поэтому осенью 1908 года родители Маргарет разрешили ей посещать среднюю школу в Ханнибале, в тридцати семи милях к северо-востоку от Перри. Осенью 1910 года Маргарет поступила в колледж Ханнибала по музыкальному направлению. 12 сентября 1911 года Маргарет отправилась учиться в Христианский женский колледж. Проучившись всего один учебный год, 20 мая 1912 года она получила степень бакалавра по литературе. Летом 1915 года Маргарет и Роберт познакомились благодаря её двоюродному брату Гиллу Кларку, который учился вместе с Робертом. 9 сентября 1915 года Роберт принял приглашение профессора Кеннеди стать ассистентом преподавателя в Школе бизнеса Нью-Йоркского университета и продолжал поддерживать связь с Маргарет Кларк, с которой непременно планировал увидеться снова, как только наступят рождественские каникулы. Тем временем профессор Кеннеди понял, что банковский опыт и бухгалтерские знания Роберта больше подходят для карьеры в финансовой сфере, а не в образовании, поэтому он без колебаний рекомендовал Роберта Фрэнку А. Вандерлипу, президенту Национального городского банка Нью-Йорка, на должность в отделе аудита. В начале декабря Роберт уволился из Нью-Йоркского университета, чтобы принять предложение о работе. После четырёх месяцев ухаживания Роберт и Маргарет объявили о своей помолвке. Роберт и Маргарет поженились 1 ноября 1916 года в доме Кларков; церемонию бракосочетания провёл пастор Первой христианской церкви Ханнибала. Семья Пирс уехала жить в Нью-Йорк по адресу 595 по Западной 207-й улице, район Инвуд. 16 октября 1917 года у них родилась дочь — Алисия Пирс.
В 1919 году семья Пирс переехала жить в Брюссель, куда был направлен Роберт по случаю открытия нового филиала банка. Позже они жили в Антверпене, Риме и Париже. С самого детства Пирс была немного странной. Она никогда не общалась с другими детьми, вместо этого «проживала бо́льшую часть времени в мире фантазий». Она была застенчивой и тихой, никогда не вписывалась ни в элитарное общество своих родителей, ни в окружение своих товарищей по учёбе в бельгийской школе, выбранной её родителями. В школе Пирс часто выступала с музыкальными и гимнастическими номерами для праздничных вечеров. В 1925 году была поставлена трёхактная комедия-балет Мольера «Мнимый больной», первоначальная постановка которой состоялась в Париже в 1673 году. Пирс, которой было восемь лет, попросили взять роль Луизон, младшей дочери героя Аргана. Много лет спустя она со смехом вспоминала, что её родители были в восторге, пока не узнали, что она играет незаконнорождённого ребёнка. Её комическое выступление вызвало смех и аплодисменты, и она решила, что хочет стать актрисой. «Я влюбилась в театр [в тот момент]», — говорила Пирс в интервью в 1948 году. Примерно в это время на неё также оказала большое влияние голливудская кинозвезда: «В детстве я обожала Чарли Чаплина. Он был моим кумиром. Тогда я решила, что хочу специализироваться на комедийных персонажах», — вспоминала Пирс.
В 1927 году в возрасте девяти лет Пирс случайно упала с качелей и ударилась подбородком. В результате этого у неё остался недоразвитый маленький подбородок. В течение нескольких месяцев Маргарет водила Элис к различным стоматологам и специалистам по костной пластике в разных частях Европы, но они ничего не могли сделать для девочки. В марте 1928 года Пирс сыграла роль Митиль в постановке «Синяя птица» по пьесе 1908 года бельгийского драматурга и поэта Мориса Метерлинка, в которой Митиль и её брату Титилю помогает добрая фея в поисках Синей птицы. На последнем году обучения в школе Пирс сыграла главную роль в постановке «Жан-Кристоф» по роману Ромена Роллана, получившего Нобелевскую премию.

### Коллеж Монморанси и Магистерская школа в Доббс Ферри (1931—1935)
В 1931 году Маргарет отправила Элис учиться в парижский коллеж Монморанси, где основное внимание уделялось литературе, языкам, драматическому и изобразительному искусству. 3 июня 1932 года драматический класс коллежа Монморанси поставил одноактную комедию Теодора де Банвиля «Гренгуар» 1866 года, действие которой происходит при дворе короля Франции Людовика XI. Пирс исполнила роль Лойз, семнадцатилетней девушки, которая влюбляется в главного героя Пьера Гренгуара. В следующем учебном году Пирс не захотела продолжать учёбу в Монморанси, мечтая о поступлении в колледж в США. Серьёзным препятствием для этого стал недостаток знания английского языка. Она хорошо владела устной речью, но её письменная речь была совсем неважной, особенно правописание, которое Пирс описывала как «нечто ужасное». Поэтому в течение года она занималась дома с мистером Кенриком Мервином Брейсом, который учил её латыни, алгебре, геометрии, английской литературе и принципам композиции. Так в 1935 году Пирс поступила в Магистерскую школу в Доббс Ферри, штат Нью-Йорк, где была зачислена во французское драматическое сообщество школы «Le Cercle», что было вполне естественно, поскольку она свободно владела французским языком. 8 марта 1935 года сообщество поставило комедию «Адвокат Пьер Патлен», написанную в середине 1400-х годов, в которой Пирс играла Эньеле, глуповатого пастуха. «Дольше всего аплодировали Элис Пирс в роли Эньеле», — написал рецензент газеты «Доббс». «Её высокий голос и очевидная полная глупость вызвали у зрителей приступы смеха». По окончании обучения директор школы в личном деле Пирс написала: «Особые способности: французская драматургия. Очаровательная и восхитительная. Внимательна к другим. Врождённый вкус и острый ум».

### Колледж Сары Лоуренс (1936—1940)
«Однажды я посмотрела в зеркало. Я оглядела себя. Самой необычной вещью во мне был мой подбородок. Я решила воспользоваться этим и стать комедианткой».

Элис Пирс во время учёбы на втором курсе колледжа Сары Лоуренс, 1938 год

В 1936 году Пирс поступила в колледж Сары Лоуренс, где она планировала изучать драматическое искусство. Столкнувшись с выбором предметов для первого курса, она записалась на немецкий язык, керамическую скульптуру и детскую психологию. На втором курсе Пирс всё ещё пыталась найти своё место. Она с удовольствием продолжала изучать немецкий язык, но оставила керамику и занялась живописью, что оказалось очень удачным. Профессор по рисованию находил, что её работы обладают «большим очарованием» и являются «выражением очень индивидуального таланта». В середине второго курса Пирс записалась в драматический кружок и уже в конце учебного года исполнила роль сестры милосердия в постановке «Когда мы, мёртвые, пробуждаемся». На третьем курсе Пирс сыграла учительницу французского языка мадемуазель Аларет в постановке «Девушки в униформе», английской адаптации пьесы Кристы Уинслоу 1930 года «Вчера и сегодня». Сюжет вращался вокруг группы девочек-подростков в строгой прусской школе-интернате и отношений одной ученицы с доброй учительницей. Подозреваемая в лесбийских наклонностях, девушка была доведена до самоубийства строгой директрисой. Постановка получила восторженную рецензию от редактора школьной газеты, который назвал её «самым цельным произведением, которое видел колледж». В марте следующего года Пирс присоединилась к актёрскому составу постановки «Это так (если вам так кажется)» Луиджи Пиранделло. Пирс исполнила драматическую роль синьоры Фролы — женщины, потерявшей свою дочь. Студенческая газета сочла выступление Пирс «увлекательным», а преподаватель драматического искусства Мэри Хайнлайн позже вспоминала, что Пирс сыграла свою роль «с чуткостью и необычайно интересной проницательностью». В репертуар Пирс в колледже также вошли: «Серебряный шнур» Сидни Ховарда, «Любовь к ближнему» Леонида Андреева, «Ночь ошибок, или унижение паче гордости» Оливера Голдсмита и «Алиса в стране чудес» Льюиса Кэрролла. Пирс окончила колледж в 1940 году, получив степень по драматургии.

## Карьера

### Театр и работа в ночных клубах (1941—1943)

#### Дебют на Бродвее в «Новых лицах»
После окончания учёбы Пирс переехала в Нью-Йорк и устроилась в универмаг «Macy’s» продавцом в отдел нижнего белья. Она настолько хорошо справлялась со своими обязанностями, что компания «Macy’s» назначила её руководителем всего отдела бюстгальтеров и поясов. Проработав недолгое время в универмаге, Пирс познакомилась с Леонардом Силлманом, который пригласил её для участия в ревю «Новые лица». Пока Пирс ожидала, когда начнутся репетиции спектакля, она успела закончить курсы машинописи. Мама Элис, Маргарет, хотела, чтобы у неё был запасной вариант, если карьера актрисы всё же не сложится. Силлман утверждал, что он провёл более двух лет в поисках «новых лиц», прослушав около 300 молодых людей, охватывая «все мыслимые источники талантов, начиная от танцевальных школ и театральных трупп в провинциальных городках и заканчивая умной атмосферой нью-йоркских модельных агентств». Он сократил список до пятнадцати молодых людей, кроме Пирс, которая была одной из первых, с кем он подписал контракт. В списке было несколько человек из ночных клубов, включая танцора Тони Фаррара и Энн Робинсон, а также актёры мыльных опер Ральф Льюис, Лора Дин Даттон и Джон Лунд. Из модельных агентств пришли Дорис Даулинг и Мэри Чартон, которая недавно вышла замуж за Джона Лунда. Силлман нашёл канадскую певицу Дайан Дэвис, работавшую в водевиле, и уроженку Калифорнии Хи Томпсон, выступавшую с сольным танцевальным номером в оркестре Джимми Дорси. Легко заметить, что все эти люди имели больший профессиональный опыт в мире развлечений, в отличие от Пирс. Она была настоящим «новым лицом». После «примерно 80 утомительных прослушиваний», многие из которых, по словам Пирс, проходили в вестибюлях и комнатах отдыха, у Силлмана наконец-то нашлось достаточно исполнителей для его давно обещанного ревю. Репетиции начались в начале ноября. В разгар этих суматошных приготовлений умер дедушка Элис — Гарри Пирс. Роберт и Маргарет уехали в Бельфонтейн на похоронную службу, но Элис не могла покинуть Нью-Йорк. Тем временем в последнюю минуту в ревю вносились изменения. Силлман привлёк Лунда для написания большей части шоу, которое Леонард назвал не «Новые лица», а «Новые башмаки». Через месяц Силлман снова изменил своё решение и переименовал ревю в «Новые лица 1943 года». Художником-постановщиком спектакля стал Лоуренс Хердл, а хореографами — Чарльз Вейдман и Джон Рэй. Премьера спектакля состоялась 22 декабря 1942 года в театре «Ритц», что стало дебютным выступлением Пирс на Бродвее. Отзывы критиков были неутешительными. «„Новые лица“ — это совсем не весело. Свежие, полные желания лица и оживлённая постановка не спасают дилетантский материал. Это под силу только опытным звёздам», — писала газета Variety. Billboard назвали шоу «подростковым и несерьёзным», признали, что новые лица были молоды и красивы, но у них «не было тела, которое могло бы их удержать». Розамонд Гилдер из Theatre Arts назвала «Новые лица» «схематичной интригой, более забавной благодаря изобретательным приспособлениям военного времени для экономии денег и материалов на костюмах и декорациях, чем благодаря новым блестящим талантам». Бёрнс Мэнтл из Daily News присоединился к Variety в своей жалобе на то, что Силлман назначает слишком высокую цену за вход на шоу, в котором заняты неопытные артисты. Спектакль выдержал 94 представления и был закрыт 13 марта 1943 года.

### «Голубой ангел» и «Комната сатиры» (1944)
В течение следующих шести месяцев карьера Пирс была в тупике. Закрытие «Новых лиц» в марте 1943 года положило начало периоду застоя, который расстраивал Пирс, тем более что она успокаивала себя мыслью, что её бродвейский дебют откроет двери повсюду. Ей поступило предложение о работе комика в ночном клубе Герберта Джейкоби и Макса Гордона «Голубой ангел» на Манхэттене. Герберт Джейкоби, на которого Пирс произвела впечатление в «Новых лицах», предложил ей развивать своё амплуа в клубе, и она с готовностью откликнулась. «Голубой ангел» стал известен на всю страну как «стартовая площадка» для таких звёзд, как Юл Бриннер, Перл Бэйли, Гарри Белафонте, Эрта Китт, Филлис Дилер, Джонни Мэтис, Кэрол Бернетт, Вуди Аллен и Барбра Стрейзанд.
Позже она подписала двухнедельный контракт с Арки Явенсонном, который владел клубом «Комната сатиры». Явенсонн «прочёсывал поле развлечений в поисках сатириков», — писал рецензент газеты The Boston Globe. Зарплата Пирс по контракту составляла семьдесят пять долларов в неделю. «Комната сатиры» была очень маленькой и вмещала всего тридцать восемь человек. «Столики стояли так близко, что я видела только глаза. Глаза смотрели на меня с ожиданием, чтобы я была смешной. Я так боялась, что не смогу, но когда начинался смех, это было триумфальное чувство», — вспоминала Пирс. Через месяц после закрытия «Комнаты сатиры» Элис присоединилась к летней труппе Гаса Ширмера в Стамфорде, штат Коннектикут. Ширмер предложил Пирс исполнить небольшую роль служанки Луизы в комедии Ноэла Кауарда «Частные жизни». Луиза появляется ненадолго в третьем акте, действие которого происходит в парижской квартире её хозяйки Аманды Прайн, которую сыграла Таллула Бэнкхед. Репетиции «Частных жизней» начались 12 июня 1944 года, режиссёром выступил британский актёр Рекс О'Мэлли, а Джон Хойт исполнил роль Элиота Чейза.

### «Увольнение в город» (1945—1946)
Воодушевлённая летним сезоном в Стамфорде, Пирс вернулась в Нью-Йорк с возросшей уверенностью и решимостью. Она записалась на уроки пения и танцев, чтобы быть готовой к любой роли, которая может выпасть на её долю. В октябре того же года она посетила кастинг, который проводил Джордж Эббот, режиссёр нового мюзикла, в котором сочетались «классический танец, джаз, фарс и душа». Мюзикл назывался «Увольнение в город» и рассказывал о трёх моряках, которые проводят 24-часовой отпуск в Нью-Йорке в военное время. Пирс сразу понравилась Эбботу, и её взяли на роль Люси Шмилер. Хотя комическая роль была совсем небольшой, «Люси» стала важным прорывом для Пирс благодаря Эбботту, «защитнику молодых талантов». Она считала Эббота «великим режиссёром», который знал, «как сделать комедию правдоподобной». Благодаря этому спектаклю Пирс завела двоих близких друзей: Нэнси Уокер, которая исполнила роль Хильди, и фотографа Криса Александра.
Премьера спектакля состоялась 22 декабря 1944 года в театре Адельфи. Критики по всему городу высоко оценили буйство, энергию и молодость шоу. Газета The New York Times провозгласила шоу «самым свежим и увлекательным мюзиклом со времён „Оклахомы“». Уолтер Уинчелл назвал его «пучком с музыкальных небес… полным вспышек и изюминки». Драматический критик газеты Daily News Джон Чепмен добавил свою похвалу актёрам второго плана: «Элис Пирс большую часть времени находится за кулисами, и её роль Люси Шмилер очень мала по количеству моментов на сцене и произнесённых реплик; но эти моменты и реплики, когда она появляется, вызывают смех — значит, она выполнила свою задачу». Когда 2 февраля 1946 года спектакль закрылся после 462 представлений, у Пирс был всего один день отдыха перед тем, как отправиться в Балтимор, на первую остановку в рамках национального турне спектакля. Она, а также Нэнси Уокер, Адольф Грин и ещё несколько человек из оригинального состава, подписались на трёхмесячное турне, которое включало выступления в Филадельфии, Питтсбурге, Детройте и Чикаго. В последующие годы пьеса «Увольнение в город» будет трижды возобновлена на Бродвее, её также несколько раз ставили в Лондоне, а в 1949 году сняли фильм, где Пирс повторила роль Люси.

### Возвращение в «Голубой ангел» (1947—1948)

Элис Пирс в клубе «Голубой ангел», 1947 год

В марте 1947 года Пирс вернулась работать в «Голубой ангел», заключив четырёхнедельный контракт с Гербертом Джейкоби, за 150 долларов в неделю. Критик газеты New York Herald Tribune Берт Маккорд писал: «Самое захватывающее в новом составе „Голубого ангела“ — это появление в ночном клубе мисс Пирс, дерзкой и искромётной комедиантки, которую очень приятно видеть и слышать. Она играет и танцует на свежем материале, который находится где-то между утончённой сатирой и уморительным бурлеском. Возможно, вы видели эту девушку в спектакле „Увольнение в город“, но пока вы не видели её в „Голубом ангеле“, вы просто не жили, вот и всё». Самая высокая оценка той весной исходила от Джорджа Фридли, драматического критика газеты The Morning Telegraph, который обычно, по его признанию, не осмеливался заходить в «окраины жизни ночных клубов». Он был рад отметить, что «мисс Пирс даже лучше как артистка в ночном клубе, чем на театральной сцене. Она использует безумные костюмы и реквизит, она гримасничает и кривляется; по сути, эти слова можно использовать для описания многих менее талантливых девушек, поэтому мы просто сдадимся и посоветуем вам самим увидеть Элис Пирс. Она — молодая Беатрис Лилли, ни в коем случае не подражающая великой английской звезде. Она просто Элис Пирс, и она просто прелесть».
Джейкоби стал первым агентом Пирс. Она подписала договор 7 июня 1947 года, согласившись выплачивать Джейкоби десять процентов от полученного гонорара в течение следующих двух лет. В конце года Пирс была приглашена для участия в мюзикле Джорджа Эббота и Джерома Роббинса «Смотри, мама, я танцую!». Это было особенно хорошей новостью для неё, поскольку она «не была довольна игрой только в ночных клубах». Она успешно прошла прослушивание, которое состоялось в театре Мартина Бека в конце октября 1947 года. 10 ноября Элис подписала контракт, гарантирующий ей двести долларов в неделю. Открытие спектакля состоялось 29 января 1948 года на Бродвее в театре Адельфи. Реакция критиков была неоднозначной, но, несмотря на это, «Смотри, мама, я танцую!» был сыгран 188 раз и закрылся 10 июля.

### Телевидение и кино (1949—1952)

#### «Шоу Элис Пирс»
В начале 1949 года продюсер и режиссёр Джон Хитон обратился к Пирс с предложением превратить её выступления в ночном клубе в еженедельное телевизионное варьете-шоу. В пятницу вечером, 28 января 1949 года «Шоу Элис Пирс» дебютировало на канале ABC в 9:45 и транслировалось в прямом эфире. Признав, что у Пирс «своеобразный стиль юмора, который, скорее всего, понравится лишь ограниченной аудитории», Variety предсказывала, что «её юмор окажется либо неотразимым, либо раздражающим, слишком тонким или слишком очевидным, в зависимости от ситуации». Шоу продлилось шесть недель.
«По-моему, оно было немного комичным», — вспоминал Фил Гордон. — «Не то, чтобы оно не было смешным, — манерность — это единственное слово, которое я могу подобрать для его описания. Оно не пошло, потому что некоторые люди не понимали, какого чёрта она делает. Но это было легко и забавно». Точно неизвестно, как Пирс относилась к этому недолговечному опыту, но она очень мало рассказывала о нём в интервью, взятых в последующие годы. На пике своей популярности во время сериала «Моя жена меня приворожила» она просто описала «Шоу Элис Пирс» как «пятнадцатиминутную чепуху из песен, тематических сценок и меня».

#### Дебют в кино

Элис Пирс в роли Люси Шмилер и Джин Келли в роли Гейби в фильме «Увольнение в город», 1949 год

К концу 1948 года студия MGM решила снять киноверсию «Увольнение в город», проект, который пролежал на полке почти четыре года, с тех пор как были куплены права на фильм за 250 000 долларов. В январе 1949 года Роджер Эденс приехал в Нью-Йорк, чтобы заложить основу для съёмок фильма, ставшего ещё одной вехой в истории музыкальных фильмов. В задачи Эденса также входило заключение музыкального контракта с Леонардом Бернстайном. Ближе к концу месяца к съёмочной команде присоединился звезда фильмов MGM Джин Келли, который должен был стать сорежиссёром фильма вместе со Стэнли Доненом. Джин Келли был так впечатлён игрой Пирс в мюзикле «Увольнение в город» и хотел, чтобы она повторила свою роль Люси Шмилер в кино — теперь значительно расширенную и улучшенную. Главные роли троих моряков достались Джину Келли, Фрэнку Синатре и Джулсу Маншину. Женские роли заняли Бетти Гарретт, Энн Миллер и Вера-Эллен. Пирс была единственной участницей бродвейской постановки, которая появилась в киноверсии, а также единственной актрисой, которая рассматривалась на эту роль. Зарплата Пирс за всю работу составила всего 6250 долларов, когда Келли получил 42 000 долларов за сорежиссуру и главную роль в картине, а Синатра 130 000 долларов. Съёмки фильма завершились 2 июля 1949 года, обойдясь в $2 111 250, что превысило бюджет на $166 416. На следующий день после выхода в прокат фильм собрал более $4 400 000 и был хорошо принят зрителями и критиками, хотя некоторые жаловались на потерю большинства оригинальных номеров Бернстайна. Пирс получила много положительных отзывов. Газета The Catholic Weekly оценила «значительный вклад» Пирс как «жемчужину юмора», добавив что «под руководством Джина Келли её комедийное мастерство развивается в искренней форме». Журнал Cue написал, что «в своём дебюте в кино она [Пирс] показала, что потеряло кино, не использовав задолго до этого её замечательный комедийный талант». Дэвид Селзник заметил, что «глупо экономить на актёрах второго плана. Даже если человек находится на экране всего несколько мгновений, на эти несколько мгновений актёр становится звездой. Нет лучшего примера этому, чем Элис Пирс в фильме „Увольнение в город“. Она крадёт каждую сцену, в которой участвует». Для Пирс фильм «Увольнение в город» стал знаковым. Её исполнение роли «простуженной девушки» гарантировало, что Люси Шмилер навсегда останется синонимом Элис Пирс, независимо от того, сколько других актрис позже попытаются сыграть эту роль. «Увольнение в город» вошёл в двадцатку лучших американских фильмов-мюзиклов за 100 лет по версии AFI.

#### Телевизионные передачи
После небольшого перерыва Пирс получила приглашение принять участие в новом телешоу на канале CBS «Ревю на 54-й улице», продюсером которого был Барри Вуд, а режиссёром Ральф Леви. Премьера шоу состоялась 5 мая 1949 года. Еженедельное часовое музыкальное шоу, ведущим которого был Джек Стерлинг, представляло разнообразные песенные и танцевальные номера, поставленные в разных местах, таких как Центральный вокзал, Парк-авеню и Центральный парк. Среди постоянных участников были комик Карл Райнер, актриса Патриция Брайт, солист-баритон Расселл Армс и десятилетний актёр Марк Кэвелл. Кроме Пирс, в программе принимали участие и другие бродвейские артисты, такие как Хэйес Гордон, Мэрилин Дэй, Джоан Динер, Морт Маршалл, Джон Лукас и Вирджиния Освальд. Также в 1949 году Пирс участвовала в «Шоу Генри Моргана». Она была нанята, чтобы заменить актрису Пэтси Келли, которая недолго была постоянным участником программы. Сценаристы шоу придумали для Пирс роль Дафны, «девушки с вечной простудой». Среди постоянных участников был популярный комик Арнольд Стэнг, исполняющий роль зануды. Несмотря на юмористический вклад Пирс и Стэнга, у передачи был низкий рейтинг. Гарриет ван Хорн из газеты New York World-Telegram отметила: «Элис Пирс, чьи таланты восхищали меня с тех пор, как я впервые увидела её в летнем спектакле около трёх лет назад, совершенно напрасно играет в шоу Моргана. Даваемые ей реплики ужасно неуместны, хотя она мужественно справляется с ними». Пирс проработала у Моргана 3 месяца, пока не подписала новый контракт на участие в новом мюзикле «Джентльмены предпочитают блондинок».

#### «Джентльмены предпочитают блондинок»
Репетиции спектакля начались 10 октября. В производственную команду вошли: продюсеры Оливер Смит и Герман Левин, режиссёр Джон Уилсон, композитор Жюль Стайн, автор песен Лео Робин, автор либретто Джозефа Филдса, хореограф Агнес де Милль и художник по костюмам Майлз Уайт. На главные роли были наняты Кэрол Ченнинг и Ивонн Эдэр. Пирс исполнила роль шестидесятилетней миссис Споффорд. Пробный показ спектакля прошёл 17 ноября в филадельфийском театре Форрест. Газета Courier-Post назвала спектакль «искромётным» и, похвалив других участников, добавила, что «Элис Пирс просто не хватило работы, потому что на наши дни она одна из величайших комедианток в театре». После дебюта на Бродвее в театре Зигфельда 8 декабря Пирс получила похожие отзывы. Луи Шеффер
из газеты Brooklyn Daily Eagle считал, что Элис была «причудливо юмористичной», но что она «заслуживала более индивидуальной роли». Редактор драматического отдела газеты United Press Джек Гейвер сказал: «Комичная Элис Пирс делает столько, сколько может, с тем скудным материалом, который ей был предоставлен». Гарри Филлипс, редактор газеты The New York Sun, написал: «Элис Пирс — девушка, которая не получила и половины похвалы за свою работу по созданию весёлой атмосферы в „Джентльменах предпочитают блондинок“. Её игра миссис Эллы Споффорд, пожилой женщины с тягой к запретным напиткам, просто великолепна». «Джентльмены предпочитают блондинок» отыграли 740 раз, прежде чем Пирс решила уйти из постановки, потому что ей поступило предложение о съёмках в фильме MGM «Красавица Нью-Йорка».

#### «Красавица Нью-Йорка»
«Красавица Нью-Йорка» являлся адаптацией одноимённого мюзикла 1897 года Чарльза Маклелана и Густава Керкера. Режиссёром фильма был назначен Чарльз Уолтерс, продюсером Артур Фрид, а постановщиком танцевальных номеров Роберт Элтон. Фильм рассказывает историю девушки из Армии спасения, которая перевоспитывает расточительного плейбоя. В основе сюжета лежит клишированное представление о том, что любовь похожа на пушистые облака, и «ты ходишь по небу». Различные спецэффекты использовались, чтобы показать «особый сигнал эмоционального состояния главных героев». На главные роли плейбоя Чарли Хилла и Анжелы Бонфилс были приглашены Фред Астер и Вера-Эллен. Пирс исполнила роль подруги Анжелы — Элси Уилкинс. Съёмки фильма завершились 3 октября, на тринадцать дней позже запланированного срока, и обошлись в $2 606 644. После выхода на экраны 22 февраля 1952 года фильм не принёс прибыли, собрав $1 993 000, а также не имел успеха у критиков. Босли Краузер из The New York Times назвал сценарий «драматически бессодержательным», а Энни Оукли из Windsor Star обвинила «мрачную атмосферу» фильма в том, что она «подавляет» его музыкальные композиции. Ванда Хейл из Daily News отметила, что «зрелищность и юмор фильма скачут вверх и вниз», обвинив Уолтерса в том, что он «не блещет гениальностью». Пирс получила смешанные отзывы за свою игру, но некоторые из них выделили её как главного персонажа второго плана в фильме. «Шоу довольно легко украла Элис Пирс, простая, но весёлая ударница с бубном», — поддержал Вуд Соунс из Oakland Tribune. Рецензент из Dayton Daily News написал, что «Элис Пирс вполне приятна в меньшей роли, хотя почти всё, что она делает, это бьёт в большой барабан». На протяжении многих лет фильм «Красавица Нью-Йорка» то отвергался, то игнорировался историками кино. Исследователь творчества Астера Джон Мюллер, впечатлённый тремя танцевальными номерами «Красавицы Нью-Йорка», назвал главной проблемой фильма его причудливость, утверждая, что «усилия, направленные на фантазию, иногда становятся немного жеманными». Кроме того, он считает героев фильма «карикатурными» и «пустоголовыми», поскольку они «изо всех сил блуждают по различным трудностям». Возможно, наиболее проницательным является его критика «несколько неуловимого» юмора фильма: «многие диалоги очень смешные, но они часто недооценены и подаются в броской манере». Тем не менее Мюллер оставил немного похвалы для Пирс: «Учитывая краткость фильма и продолжительность музыкальных номеров, у нас мало времени для развития персонажей, кроме двух главных. Тем не менее Элис Пирс максимально использует свои возможности. Хотя она иногда перебарщивает со своим характерным гоготом, большинство своих комедийных реплик она произносит с открытой невинностью и точно рассчитанным временем».

#### «Голоса травы»

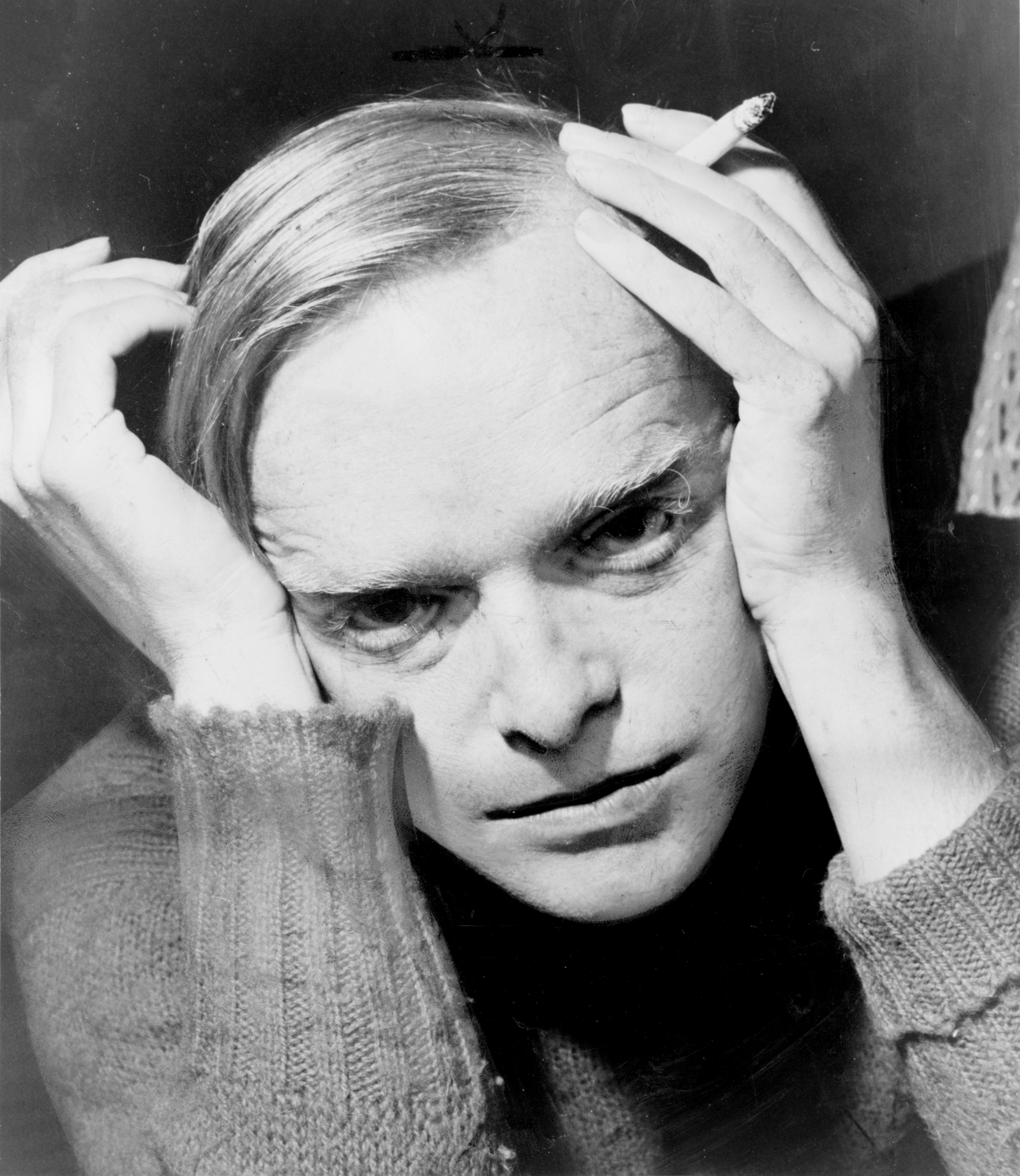
Труман Капоте

В конце 1951 года Пирс появилась на телевидении в передачах «Люкс-видео театр» и «Телевизионный театр Goodyear». В январе 1952 года ей поступило предложение от писателя Трумена Капоте, который готовил свой роман «Голоса травы» для сцены. Капоте считал Пирс идеальным выбором для комической роли во втором акте. Режиссёром постановки стал Роберт Льюис, главная роль Долли досталась Милдред Нэтвик, а её сестру Верену сыграла Рут Нельсон. Также в пьесе участвовали: Джорджия Берк в роли Кэтрин, Джонни Стюарт в роли Коллина, Рассел Коллинз в роли судьи, Стерлинг Холлоуэй в роли парикмахера, Джонатан Харрис в роли доктора Морриса Ритца и Элис Пирс в роли мисс Бэби Лав Даллас. Музыка была написана Вирджилом Томсоном, а декорации и костюмы изготовлены Сесилом Битоном. Премьера «Голосов травы» состоялась 27 марта 1952 года в бродвейском театре Мартина Бека. Критик газеты Herald Tribune Уолтер Керр не оценил представление, написав: «Увидеть это — всё равно, что наткнуться на горсть цветов в старом альбоме. Цветы были спрессованы в привлекательные узоры, но они совершенно мертвы». Критик Джордж Джин Натан написал, что «Элис Пирс, произвольно включённая в пьесу в качестве продавца косметики, исполняет не что иное, как сценку из ревю». Керр согласился с Натаном, но добавил, что Пирс сделала это «с яростной и очень забавной искренностью». «Возможно, это был нью-йоркский юмор», — позже признал Льюис, — «и хрупкая пьеса, на мой взгляд, вместо того, чтобы неуклонно развиваться к своей законной, трогательной развязке, медленно пошла под откос». 26 апреля спектакль закрылся после тридцати шести представлений.

#### Телевидение и кино (1953—1961)
В течение телевизионного сезона 1953—1954 годов Пирс регулярно появлялась в сериале ABC «Джейми», в котором снимался Брендон де Уайлд. Элис Пирс хорошо понимала влияние телевидения, но ей было трудно одновременно строить карьеру в новой среде и оставаться активной на бродвейской сцене. Большинство телевизионных программ в Нью-Йорке транслировались в прямом эфире, и это значительно ограничивало возможности для актёров сцены, у которых единственным свободным вечером был вечер воскресенья. Пирс считала, что выступление на малом экране — это прекрасно, но она не могла отказаться от предложения продюсера кинофильмов Наннэлли Джонсона, который собирался поставить свой собственный сценарий «Как быть очень, очень популярным», основанный на бродвейском хите 1933 года Говарда Линдсея «Она меня не любит». Пирс сыграла роль любезной и взбалмошной воспитательницы студенческого братства мисс Сильвестр, которую мальчики называют «мисс Сил». Её ключевая сцена — тот момент, когда она деликатно объясняет отцу парня из братства, что такое студенческие забавы. «Налёт на трусики, — вежливо начинает она, — это новое явление в этой стране, когда мальчики школы — благословите их невинные сердца — под влиянием юности и первых весенних ноток в воздухе массово набрасываются на общежития девочек и требуют определённых знаков галантности». Используя широкий диапазон голоса и мимики во время этих рассуждений, Пирс демонстрирует тонкий юмор, далёкий от Люси Шмилер из фильма «Увольнение в город» или Элси Уилкинс из «Красавицы Нью-Йорка». Освежающий диалог между Пирс и непревзойдённым Чарльзом Коберном — один из немногих ярких моментов в фильме «Как быть очень, очень популярным».
В оставшуюся часть 1955 года Элис сосредоточилась на выступлениях на телевидении. Она была рада дважды вернуться на съёмочную площадку NBC в «Телевизионный театр Крафта», снявшись в эпизодах «Цветы для 2-Б» и «Билет и буря». Большее внимание СМИ привлекла постановка Мориса Эванса «Алиса в стране чудес», девяностоминутная цветная телеверсия, которая транслировалась в прямом эфире на NBC 23 октября. В постановке, адаптированной Флоридой Фрибус, большой актёрский состав включал Еву Ле Гальенн, Эльзу Ланчестер, Реджинальда Гардинера, Дж. Пэта О'Мэлли, Тома Босли и Элис Пирс. Все они были одеты в «костюмы, передающие дух знаменитых иллюстраций сэра Джона Тенниела к оригинальному сборнику». Daily News похвалила «сущность юмора и причудливость Кэрролла», с благодарностью отметив, что в постановке не было «попытки „осовременить“ историю, омрачив её отвратительными пошлостями» — тонко завуалированный упрёк в адрес версии истории Крафта, которая была показана по телевидению в предыдущем году. Журнал Broadcasting похвалил инженерно-технический персонал NBC за спецэффекты шоу, но в то же время выразил сожаление на потерю «врождённой простоты историй Льюиса Кэрролла».

За маникюрным столом Кей Хиллиард (Джун Эллисон) получает последние сплетни от маникюрши Ольги (Элис Пирс) в фильме «Противоположный пол» (1956)

В начале 1956 года Пирс сыграла роль горничной в постановке Ноэла Кауарда «Падшие ангелы». Премьера состоялась 17 января в театре Плейхаус на Бродвее. Спектакль продержался 239 представлений и был закрыт 11 августа. Пирс получила множество положительных отзывов за своё выступление. «Ходячая хурма по имени Элис Пирс превращает вечную горничную — с её глубокими познаниями в гольфе, музыкальным слухом и единственно верным способом приготовления джина — в свежий восторг», — сказал Уолтер Керр из Herald Tribune. «Элис Пирс радует в роли находчивой горничной, выпускницы церковно-приходской школы», — написал Роберт Коулман из Daily Mirror. Daily News отмечает: «Мисс Уокер и мисс Филлипс напиваются шампанским, а горничная, Элис Пирс, смотрит на это с укором. Если вы хотите получить урок, как смотреть неодобрительно, просто поучитесь у мисс Пирс». Через три недели после премьеры «Падших ангелов» Пирс разрешили взять небольшой отпуск для съёмок в фильме «Противоположный пол» компании MGM. Продюсер Джо Пастернак собрал звёздный состав для адаптации бродвейского хита Клэр Бут Люс «Женщины» 1936 года и одноимённого фильма MGM, вышедшего в 1939 году. В «Противоположном поле» снялись Джун Эллисон, Джоан Коллинз, Долорес Грей, Энн Шеридан и Энн Миллер.
Из-за отсутствия денег и работы после смерти в 1957 году первого мужа Рокса Пирс снималась в рекламных роликах чистящего средства Ajax, салфеток Scotkin, стирального порошка Oxydol, а также в рекламе скотча. Она также позировала для печатной рекламы таких товаров, как одеяла Chatham и препарат риталин. 23 декабря 1957 года Пирс присоединилась к актёрскому составу бродвейской постановки «Колокола звонят» в качестве временной замены актрисы второго плана Джин Стэплтон. К тому времени успешная постановка Театральной гильдии мюзикла Бетти Комден и Жюля Стайна с Джуди Холлидей в главной роли шла в театре Шуберт уже тринадцать месяцев.
В августе 1958 года Пирс объединилась с актёром Гансом Конридом, чтобы записать попурри из двенадцати причудливых номеров, включая «The Dracula Trot» и «The Creature From The Black Lagoon (I’m In Love With)». Из четырёх соло Элис наиболее привлекательным было «The Thing», бойкое исполнение, в котором она сочетала ювенальный регистр с носовым тембром, похожим на характерный для Лили Томлин «Эдит Энн» 1970-х годов. В 1960 году Пирс исполнила главную роль в трёхактной комедии «Невежды за границей», написанной Уильямом Гатри. В пьесе рассказывается о нахальной техасской нефтяной миллионерше миссис Окслип (в исполнении Пирс), которая пытается выдать свою дочь Агату замуж за молодого лорда Абботтса Крамблинга. На её пути стоит властная, но обедневшая мать лорда, леди Валери Эмбридж (в исполнении Филиппы Беванс), чьи снисходительные высказывания являются главной темой пьесы. В конце 1960 года Пирс принимала участие в сериалах CBS «Ангел» и «Сумеречная зона», а в начале 1961 года в «Сказках Ширли Темпл» и в финальном эпизоде «Шоу Энн Сотерн».
Спустя две недели Пирс была приглашена на роль сиделки Хильды для прикованной к инвалидному креслу девушки (Анджелы Картрайт), в фильме Warner Brothers «Собака по имени „Лэд“», адаптации романа 1919 года Альберта Пейсона Терхуна. «Собака по имени „Лэд“» — это трогательная история колли, которая является «не столько собакой, сколько собачьим чудотворцем». Среди прочих заслуг Лэд защищает свою ферму от браконьеров и спасает свою хозяйку из горящего дома. «Собака по имени „Лэд“» вышел на экраны 1 мая 1962 года. Большинство рецензентов назвали фильм слишком заурядным. «Сюжет такой же сырой, как тарелка с собачьим кормом, и становится откровенно абсурдным по мере продвижения к финалу», — написал Кевин Келли из The Boston Globe.

## Последние годы

### Последнее появление на сцене (1961)
В конце 1961 года Пирс успешно прошла прослушивание у Кауарда для участия в нашумевшей постановке «Уплывай», для которой он написал музыку, слова и книгу, а также выступил режиссёром. Полный решимости добиться успеха, Кауард вложил в этот проект больше, чем в любой другой за всю свою сорокалетнюю карьеру. Действие «Уплывай» происходит на британском круизном лайнере, курсирующем между Нью-Йорком и Средиземным морем. Пирс сыграла роль пассажирки миссис Элинор Спенсер-Боллард, известной американской писательницы, которую Кауард описал как «предрасположенную к мании величия и идеальную представительницу дамских клубов от Сан-Франциско до Портленда, штат Мэн» — подходящее дополнение к репертуару странностей Пирс. Со своего шезлонга старая дева диктует своей племяннице-секретарше «старомодный душевный мусор». Её диктовки сопровождаются насмешливыми комментариями — цитатами из книг Китса и Вордсворта — в адрес других пассажиров.
Главными героинями мюзикла стали нахальная Мими Парагон (в исполнении Элейн Стритч), которая как директор круиза постоянно попадает в неприятности с туристами, и Верити Крейг (оперная звезда Джин Фенн), несчастная замужняя пассажирка, которая влюбляется в молодого мужчину (Джеймса Херста). Патриция Харти получила роль племянницы миссис Спенсер-Боллард — Нэнси, а Гровер Дэйл подписался на роль любовного увлечения Нэнси. Кауарду было очень сложно сохранить баланс между тремя историями. Семнадцать музыкальных номеров шоу, не считая реприз, оставили Кауарда «без времени для развития характеров» — последствия, которые в конечном итоге оказались губительными для спектакля. Дебют «Уплывай» состоялся на Бродвее 3 октября 1961 года в театре Бродхерст, а закрытие — 24 февраля 1962 года после 167 представлений. Затем спектакль был поставлен в театре Савой в Вест-Энде в 1962 году, где он открылся 21 июня и прошёл 252 постановки до 26 января 1963 года. Критики газет были довольны игрой Пирс, но не самой постановкой. «Её встречают горячими аплодисментами, зрители театра, для которых она — желанный старый друг», — отметила газета Boston American. Сайрус Дергин из The Boston Globe выразил сожаление о том, что «Элис Пирс нужны более смешные реплики». Ховард Таубман из The Times добавил: «Похожая на вспыльчивую макаку, Элис Пирс играет старую деву с точностью безупречной комедиантки». Уолтер Уинчелл также остался в числе поклонников: «„Уплывай“ получил путаные отзывы от представителей среднего звена, но любое шоу с участием Элис Пирс не может быть плохим». Постановка «Уплывай» стала последним выступлением Элис Пирс на сцене.

### Телевидение (1962—1966)
В 1962 году Пирс снялась в сериале CBS «Театр „Дженерал Электрик“», в одном из эпизодов ситкома CBS «Деннис-мучитель», в эпизоде «Руки Данофрио», часового сегмента драматического антологического сериала ABC «Премьера Алкоа», в ситкоме CBS «Успех Доби Гиллис», а также успела сняться в романтической комедии Гауэра Чемпиона «Шестеро любимых», где сыграла небольшую роль — водителя автобуса, в фильме «Тэмми и доктор», снятом Россом Хантером и ещё одной романтической комедии «Доведённый до ручки». Всплеск киноработ, выпавший на долю Пирс во второй половине 1962 года, угас с началом нового года. Спрос на роли в кино определённо превышал предложение. Пирс оказалась в конкуренции с четырьмя сотнями других комедианток и характерных актрис, перечисленных в ежегодном справочнике актёров Академии кинематографических искусств и наук за 1963 год.
В августе 1963 года Пирс заключила контракт на серию из двух рекламных роликов зубной пасты Gleem. В роли строптивой матери пухлого мальчика, который объедается тортом, она неистово гонится за ним до школьного автобуса, крича: «Честер, ты забыл почистить зубы!» Честера сыграл семилетний Кен Везервакс, позже известный как Пагсли в телесериале «Семейка Аддамс». Реклама Gleem с участием Пирс и Везервакса оказалась очень популярной среди зрителей, и её постоянно крутили в эфире в течение двух лет. «Я и не думала, что люди из Procter & Gamble будут показывать её так долго», — сожалела Пирс. Реклама принесла ей больше признания со стороны людей на улице, чем всё, что она делала раньше. «Люди подходили ко мне и говорили: „О, вы мама Честера!“ Я не могла этого выносить», — говорила Пирс.
В октябре 1963 года Пирс с удовольствием отошла от своих типично глупых образов, согласившись на роль изящной Хейлы Френч в эпизоде «Прощай, Джордж» сериала «Альфред Хичкок представляет» канала CBS. Хейла — это шарж на печально известную голливудскую обозревательницу Хедду Хоппер, вплоть до нелепых шляпок, которые Пирс взяла из собственного гардероба. После съёмок роликов для Gleem Пирс была выбрана бродвейским композитором Майклом Брауном для небольшой роли в его музыкальном ревю «Удивительный мир химии», которое было представлено в павильоне компании DuPont на предстоящей Всемирной выставке в Нью-Йорке в 1964 году. Журнал Cue счёл постановку «достойной внимания даже за небольшое появление очаровательной Элис Пирс». В течение двух шестимесячных сезонов в 1964 и 1965 годах «Удивительный мир химии» прошёл беспрецедентные 14 600 раз. Таким образом, Пирс была показана более чем пяти миллионам посетителей ярмарки, многие из которых в сезон 1965 года уже узнавали её по сериалу «Моя жена меня приворожила».
К началу 1964 года реклама зубной пасты Gleern с участием Элис Пирс, казалось, появлялась на каждом канале. Реклама не только дала ей больше возможностей, но и привлекла внимание к мальчику, который играл её сына. У Кена Везервакса не было опыта работы в качестве актёра, но он происходил из семьи представителей шоу-бизнеса. Его тётей была кинозвезда Руби Килер, дядей — дрессировщик Лесси Радд Везервакс, а сводный брат Дональд Килер был одним из первых актёров телесериала «Лесси». «Кен хотел сниматься на телевидении из-за своего брата», — объясняла его мать. В феврале 1964 года Везервакс пришёл на прослушивание для участия в телевизионном сериале «Семейка Аддамс», основанном на мультфильмах Чарльза Аддамса. Кен Везервакс получил роль Пагсли благодаря своей известности в рекламе Gleem, хотя и пришлось пройти пробы. Пирс также пришла на пробы на роль бабушки Пагсли. Она не отказывалась играть пожилых или непривлекательных персонажей; всё, чего она отчаянно хотела, — это стать постоянным участником телевизионного сериала. Ей отказали в этой роли с пояснением, что она слишком молода для «бабушки». Среди её соперниц были характерные актрисы Минерва Урекал, которой было шестьдесят девять лет, и Блоссом Рок, которой было шестьдесят восемь. Эта роль досталась Рок.

#### «Моя жена меня приворожила»
В начале 1964 года, ещё до того, как Пирс поставили смертельный диагноз, она потеряла шанс присоединиться к актёрскому составу сериала «Семейка Аддамс». Позже она сочла, что это было к лучшему. В тех обстоятельствах не было никакой уверенности в том, что она сможет завершить целый телевизионный сезон. Пирс решила, что ей следует сосредоточиться на краткосрочной перспективе и надеяться на гостевые роли в новом телевизионном сезоне. Ей всё ещё нужно было обеспечивать себя, и она была полна решимости продолжать свою актёрскую карьеру до тех пор, пока позволит здоровье. В то же время она продолжала хранить свою страшную тайну и без намёка на какие-либо проблемы продолжала посещать прослушивания, предложенные её агентом Джорджем Моррисом.
Летом 1964 года Гарри Аккерман, Уильям Эшер и Дэнни Арнольд начали переговоры о выборе исполнителей ролей второго плана для нового телесериала «Моя жена меня приворожила», премьера которого была запланирована на сентябрь на канале ABC. Главные роли были определены девятью месяцами ранее, когда был снят пилот сериала. Элизабет Монтгомери и Дик Йорк должны были сыграть молодожёнов Саманту и Даррина Стивенсов, а Агнес Мурхед — мать Саманты Эндору. Барбара Аведон была нанята для написания сценария второго эпизода сериала «Новые соседи сошли с ума…», в котором Стивенсы покупают новый дом и становятся жителями пригорода. В эпизоде появляется озадаченная соседка Глэдис Кравиц, которая становится свидетелем того, как в доме Стивенсов появляется и исчезает новая мебель и меняется дизайн, а Саманта и Эндора используют магию, чтобы опробовать различные идеи декора. Также присутствует сомневающийся муж Глэдис — Эбнер, который всегда случайно видит сцену только после того, как магия обращена вспять, что доводит Глэдис до истерики. Хотя Кравицы изначально не планировались как постоянные участники сериала, Аккерман, Арнольд и Эшер посчитали их столь же важными, как Монтгомери, Йорк и Мурхед. 28 июля 1964 года Аккерман составил список характерных актёров на роль Эбнера, возраст которых варьировался от 39 до 63 лет. На эту роль был выбран самый старший по возрасту, ветеран сцены и экрана Джордж Тобиас. В списке актрис, рассматриваемых Аккерманом на роль Глэдис, был более широкий возрастной диапазон — от 41 до 75 лет. Из четырнадцати актрис только одна подходила на роль впечатлительной и уязвимой Глэдис Кравиц. Вскоре после этого Билл Эшер позвонил Пирс и сказал, что желает, чтобы она сыграла «чокнутую соседку, которая поняла, что с [Самантой Стивенс] что-то нечисто, но не могла понять что». Он предупредил, что речь идёт только о двух гостевых появлениях, но она с радостью согласилась. «Элис предложили роль Глэдис без прослушивания, потому что её таланты были хорошо известны продюсеру Дэнни Арнольду, режиссёру Биллу Эшеру и мне как исполнительному продюсеру», — говорил Аккерман.
Потребовалось совсем немного времени, чтобы производственная команда «Моя жена меня приворожила» поняла, что Кравицы и их персонажи — настоящее комедийное золото. Барбара Аведон предложила включить эту пару в третий эпизод, который уже был в работе. Гарри Аккерман попросил Чарльза Фриса, исполнительного менеджера по производству Screen Gems, начать переговоры с Пирс и Тобиасом о контракте в качестве постоянных участников сериала. 29 сентября Фрис сообщил, что отдел кастинга компании смог договориться с обоими исполнителями на семь из тринадцати эпизодов. Четырнадцать эпизодов первого сезона сериала были сняты с января по апрель 1965 года. Пирс появилась в восьми, в двух из которых — «Эбнер-Кадабра» и «Нежданный гость» — привели Глэдис Кравиц в основную сюжетную линию. Первый эпизод, в частности, был демонстрацией талантов Пирс, что побудило одного рецензента отметить: «Мисс Пирс придаёт всем своим репликам и ситуациям более смешной вид, чем они есть на самом деле». Сериал «Моя жена меня приворожила», как рейтинговый феномен сезона, обеспечил Пирс больше зрительского внимания на экране и больше узнаваемости на улице, чем когда-либо прежде. «Я работаю в шоу-бизнесе уже более двадцати лет, и сейчас, впервые в жизни, люди узнают меня, куда бы я ни пошла», — восторгалась она. «Роль Глэдис дала мне самое большое самоудовлетворение и самые приятные впечатления, которые я когда-либо знала», — говорила Пирс. Подавая данные для включения в справочник «Кто есть кто в театре», Пирс указала Глэдис Кравиц как свою «любимую роль».
В 1965 году Пирс приступила к съёмкам фильма «Лодка со стеклянным дном», который стал её четырнадцатым и последним фильмом. В «Лодке со стеклянным дном» она снова вместе с Тобиасом будет играть соседей привлекательной блондинки, на этот раз сорокатрёхлетней Дэй. Хотя многие предполагают, что сценарист фильма Эверетт Фриман воспользовался популярностью Эбнера и Глэдис Кравиц, создав их двойников Нормана и Мейбл Фенимор, письменных доказательств этому нет. Однако сходство между ними очевидное: Мейбл — ворчливая и вздорная, а Норман попеременно то безразличен, то раздражён действиями жены.
Тем временем производство сериала «Моя жена меня приворожила» возобновилось в начале декабря 1965 года. Когда Пирс прибыла на съёмочную площадку, актёры и съёмочная группа с удивлением увидели, что за четыре месяца перерыва она сильно исхудала. Всем было очевидно, что Пирс от чего-то страдает, но не говорит об этом. «В любое время, хорошее или плохое, она стойко держалась за демонстрацию хорошего настроения. Я знал, что она делала это для меня и для своих друзей, чтобы избавить нас от ненужных страданий», — позже говорил её муж Пол Дэвис. Он постоянно находился в студии и следил, чтобы Пирс принимала лекарства, когда это было необходимо. «Это было захватывающе просто видеть их вместе. Он так внимателен, она так сияет от гордости и счастья, что этот мужчина, которого она обожает, принадлежит ей», — говорила Агнес Мурхед. Дик Йорк отмечал, что «она [Пирс] никогда не приносила никаких проблем на съёмочную площадку. Её болезнь давала ей полное право быть раздражительной. Но она никогда не была такой». «Пирс работала до того дня, когда уже не могла стоять на ногах», — свидетельствовал Джерри Дэвис, который к тому времени сменил Арнольда на посту продюсера. «К тому времени мы все знали, что она больна, но никогда не обсуждали это с ней, потому что понимали, что она не хотела этого». Пирс исполняла роль Глэдис до самой смерти в 1966 году, после чего её заменила Сандра Гулд. За эту роль Пирс посмертно была удостоена премии «Эмми». Награду от её имени принял её муж Пол Дэвис.
9 июня 1966 года, через три месяца после смерти Пирс, «Лодка со стеклянным дном» была представлена в Радио-сити-мьюзик-холл, после чего в июле состоялся общий релиз. Отзывы были неоднозначными. The New York Times назвала фильм «бешеным провалом». Филип Шойер из Los Angeles Times признал: «[Это] одна из тех безумных комедий, которые не развлекут никого, кроме нас, недоумков… Мне она понравилась из-за присутствия большого количества смешных комиков».

### Болезнь и смерть
В мае 1964 года у Пирс был диагностирован рак яичников в последней стадии. Врачи Пирс не знали, как быстро будет прогрессировать болезнь, и предупредили, что жить ей осталось всего несколько месяцев, максимум несколько лет. Она была поражена таким прогнозом, ведь на тот момент ей было всего сорок шесть лет. Не желая ставить под угрозу свою карьеру, она держала свою болезнь в секрете, хотя её быстрая потеря веса была весьма заметна во время второго сезона сериала. «Она никогда никому не признавалась в том, что она болела раком, — говорил Гарри Аккерман, — хотя для всех нас было очевидным, что она стремительно теряет вес». Ежедневное присутствие Пола Дэвиса на студии также вызывало подозрения. «Мужья обычно не проводят так много времени там, где работают их жёны, особенно на оживлённой съёмочной площадке», — заметил один из журналистов.
К 27 февраля 1966 года состояние Пирс значительно ухудшилось. 2 марта она была госпитализирована в Седарс-Синайский медицинский центр, где умерла в ночь со 2 на 3 марта в возрасте 48 лет. Последний эпизод, в котором появилась Пирс, назывался «Чудеса, да и только». Он был снят за много месяцев до смерти Пирс, но вышел в эфир только после её смерти, как последний эпизод второго сезона. На момент смерти оба родителя Элис были живы — мать пережила её на 20 лет, отец на 5 лет. Пирс была кремирована, а её прах развеян над Тихим океаном.

## Личная жизнь

Элис Пирс и Пол Дэвис вскоре после церемонии бракосочетания, Санта-Моника, Калифорния, 20 сентября, 1964 год

Элис Пирс была замужем дважды. Со своим первым мужем композитором Джоном Роксом она познакомилась на репетициях спектакля «Новые лица 1943 года». Они сразу же понравились друг другу: он наслаждался её остроумием, а она восхищалась его врождённой добротой. Помимо взаимной любви к театру, они были рады узнать, что оба жили в Париже, причём почти в одно и то же время. Спустя несколько лет, которые они провели в разлуке, но не переставали общаться, они объявили о своей помолвке в марте 1948 года. Свадьба состоялась 22 мая в доме родителей Пирс. Церемонию бракосочетания провёл преподобный Теодор Кайлер Спирс, пастор Центральной пресвитерианской церкви. «Я всегда буду помнить свою замечательную свадьбу во всех деталях. Всё было так идеально», — сказала Пирс своим родителям. Спустя 9 лет Пирс овдовела — Рокс умер в 1957 году в возрасте 55 лет от сердечного приступа.
В начале 1959 года Пирс познакомилась с помощником режиссёра спектакля «Колокола звонят» Полом Дэвисом. Дэвис серьёзно интересовался театром с самого раннего возраста. Он родился 6 сентября 1922 года в Дорчестере, штат Массачусетс. Когда ему было всего тринадцать лет, Дэвис начал собирать автографы актёров у дверей сцены в театральном районе Бостона. Вскоре он стал одним из трёх главных охотников за автографами, которые часто посещали первые вечера, утренники по средам и субботам. Коллекционирование автографов было связано с горячей мечтой Дэвиса стать актёром. После окончания средней школы он поступил в престижную театральную школу Bishop-Lee в Бостоне, где подружился с Рут Роман, которой суждено было сняться более чем в пятидесяти фильмах в Голливуде. Когда Роман покинула Новую Англию, чтобы сделать актёрскую карьеру в Нью-Йорке, Дэвис последовал за ней. В марте 1943 года он получил работу помощника режиссёра в комедии Джорджа Эббота «Поцелуй и рассказ» с участием Джоан Колфилд, Джесси Ройс Лэндис, Ричарда Уидмарка и Фрэнсис Бавье.
В 1964 году Пирс вышла замуж за Пола Дэвиса (он был младше её на 5 лет), с которым прожила до самой смерти. Детей у Пирс не было. В браке они пробыли всего 2 года.
Элис Пирс была уникальной в мире, где много типов людей. Вы всегда можете сказать «такой тип» о многих людях, но Элис никогда нельзя было отнести ни к одной категории. Весь её взгляд на жизнь был уникальным. Она обладала огромной способностью любить, и мне повезло, что Элис любила меня. Я думаю, это относится ко всем, кто общался с ней в течение дня или даже часа. — Пол Дэвис
Пирс была подругой актёра и фотографа Криса Александра. Когда Александр работал над иллюстрациями к роману Патрика Денниса «Маленький я», он попросил Пирс сняться в этой работе в роли школьной подруги Белль Пуатрин, героини биографии. «Многие фотографии были сделаны на фоне глухой стены, — объяснял Александр, — а затем наложены на подходящий фон». Для Александра подбор фотографий к абсурдному тексту был настоящим праздником, от начала и до конца. Книга «Маленький я», опубликованная в октябре 1961 года, получила отличные отзывы и в течение девяти месяцев оставалась в списке бестселлеров The New York Times. Она также появилась во второй книге Патрика Денниса и Криса Александра под названием «Первая леди». Формат книги был таким же, как и у книги «Маленький я»: Пирс была изображена на фотографиях как дочь первой леди Пегги Касс. Эта книга была опубликована в 1964 году. «То, что должно было стать одним из главных событий литературного года, оказалось одним из самых разочаровывающих… фотографии действительно более занимательны, чем текст», — писал Рассел Марц из The Pittsburgh Press.

## Критика и актёрская игра
Пирс удалось сделать свою комедийную технику настолько характерной, что режиссёры и продюсеры стали обращаться к типажам «Элис Пирс». «Иногда это не приносит никакой пользы. Я помню, как пришла на пробы на одну роль, и когда сценарий передали примерно десяти из нас в приёмной, мы заметили, что в нём персонаж описан как типаж „Элис Пирс“. Другие девушки сказали: „Зачем мы тратим время? Элис уже здесь“. Но я не получила тогда эту роль», — вспоминала Пирс на интервью с Хэлом Хамфри из Los Angeles Times.
Интересно отметить, что самые восхищённые критики Элис Пирс обращали внимание на отсутствие у неё общепринятой красоты, называя её «гротескным комиком», приписывая ей нелестные ярлыки: «простушка», «лицо попугая», «ходячая хурма» или более мягкое, «утончённая и очаровательная тряпичная кукла». Подобные сравнения преследовали Пирс на протяжении всей её карьеры, поскольку она изображала множество непривлекательных женщин: слабохарактерных, назойливых, старых дев, бездельниц и недотёп. Эти архетипы были её судьбой, но она знала это лучше, чем кто-либо другой. И, как заметил писатель Аксель Ниссен, «она сделала их неотразимыми». Мэтт Симбер, который был режиссёром постановки «Невежды за границей», очень точно описал:
Ключевым моментом, я думаю, для Элис было то, что она принимала себя такой, какая она есть, и то, как она выглядит. У неё была возможность позволить себе быть не обязательно странной, но очень, очень причудливой из-за своей внешности, и поэтому она выходила очень смешной. Можно сказать, что она смеялась над собой, прежде чем вы смеялись над ней. Многие люди в мире не приняли бы себя — они нашли бы другой путь, сделали бы пластическую операцию или что-то ещё. Но не Элис». Она знала, как использовать свою внешность и превратить её в юмор, что означало, что она также должна была принять её.
Джон Лунд, коллега Пирс по бродвейскому спектаклю «Новые лица 1943 года», сказал: «У неё изначально было смешное лицо, и она дополняла его широким спектром странных гримас. У неё был музыкальный голос, который она искажала с большим комическим эффектом. Но я помню её, прежде всего, за необыкновенную тонкость её личности. Она всегда была доброй, всегда щедрой».

### Признание
За девятнадцать лет работы на сцене Пирс заслужила уважение таких продюсеров и режиссёров, как Леонард Силлман, Джордж Эббот и Джон Уилсон. Она была любимицей писателей Аниты Лус, Трумана Капоте и Мэри Чейз. Художники Оливер Смит и Майлз Уайт причисляли её к своим самым близким друзьям; то же самое делали композиторы Хью Мартин и Болдуин Бергерсен. Больше всего коллеги Пирс по сцене зависели от её поддержки, искренности и хорошего юмора — особенно Таллула Бэнкхед и Нэнси Уокер, которые не раз заботились о том, чтобы она играла роли вместе с ними в спектаклях. «Все любили Элис, кроме Ноэла Кауарда, они сильно недолюбливали друг друга», — вспоминал актёр Ричард Дикон.

## Фильмография
| Год       |    | Русское название                 | Оригинальное название          | Роль                                |
| --------- | -- | -------------------------------- | ------------------------------ | ----------------------------------- |
| 1949      | с  | Шоу Элис Пирс                    | The Alice Pearce Show          | Ведущая                             |
| 1949      | ф  | Увольнение в город               | On the Town                    | Люси Шмилер                         |
| 1951—1959 | с  | Люкс-видео театр                 | Lux Video Theatre              | Нина                                |
| 1951—1957 | с  | Телевизионный театр Goodyear     | Goodyear Television Playhouse  | не указана                          |
| 1952      | ф  | Красавица Нью-Йорка              | The Belle of New York          | Элси Уилкинс                        |
| 1952—1953 | с  | Бродвейский телевизионный театр  | Broadway Television Theatre    | Мисс Дейл Огден / леди Эмили Лайонс |
| 1953—1954 | с  | Телевизионный час Motorola       | The Motorola Television Hour   | Хагга                               |
| 1953—1954 | с  | Шоу Джин Кэрролл                 | The Jean Carroll Show          | Соседка                             |
| 1953—1954 | с  | Джейми                           | Jamie                          | Энни Мокум                          |
| 1953—1955 | с  | Человек со значком               | The Man Behind the Badge       | не указана                          |
| 1948—1958 | с  | Первая студия                    | Studio One                     | Реджина Гейвенхерст                 |
| 1955      | ф  | Как быть очень, очень популярным | How to Be Very, Very Popular   | Мисс Сильвестр                      |
| 1955      | тф | Алиса в Стране чудес             | Alice in Wonderland            | Соня                                |
| 1947—1958 | с  | Телевизионный театр Крафта       | The Ticket and the Tempest     | не указана                          |
| 1949—1957 | с  | Голдберги                        | The Goldbergs                  | Беатрис                             |
| 1952—1961 | с  | Омнибус                          | Omnibus                        | не указана                          |
| 1955—1980 | с  | Камера три                       | Camera Three                   | не указана                          |
| 1956      | ф  | Противоположный пол              | The Opposite Sex               | Ольга                               |
| 1957—1963 | с  | Семья МакКой                     | The Real McCoys                | Эмми                                |
| 1959      | тф | Рождественский фестиваль         | A Christmas Festival           | Мисс Талмей                         |
| 1959—1964 | с  | Сумеречная зона                  | The Twilight Zone              | Миссис Нильсон                      |
| 1960—1961 | с  | Ангел                            | Angel                          | Официантка                          |
| 1958—1961 | с  | Сказки Ширли Темпл               | Shirley Temple’s Storybook     | Королева гоблинов / Ребекка         |
| 1958—1961 | с  | Шоу Энн Сотерн                   | The Ann Sothern Show           | Лахона Сент Кир / Этель             |
| 1954—1979 | с  | Смотри вверх и живи              | Look Up and Live               | Мисс Флип                           |
| 1953—1962 | с  | Театр «Дженерал Электрик»        | General Electric Theater       | Миссис Ледбеттер                    |
| 1962      | ф  | Собака по имени «Лэд»            | Lad: A Dog                     | Хильда                              |
| 1961—1963 | с  | Премьера Алкоа                   | Alcoa Premiere                 | Айрис                               |
| 1959—1963 | с  | Деннис-мучитель                  | Dennis the Menace              | Люси Тарбелл                        |
| 1959—1963 | с  | Успех Доби Гиллис                | The Many Loves of Dobie Gillis | Ма Бейкер                           |
| 1963      | ф  | Шестеро любимых                  | My Six Loves                   | Водитель автобуса                   |
| 1963      | ф  | Тэмми и доктор                   | Tammy and the Doctor           | Милли Бакстер                       |
| 1963      | ф  | Доведённый до ручки              | The Thrill of It All           | Жена Ирвина                         |
| 1958—1966 | с  | Шоу Донны Рид                    | The Donna Reed Show            | Адель Коллинз                       |
| 1962—1965 | с  | Альфред Хичкок представляет      | The Alfred Hitchcock Hour      | Хайла Френч                         |
| 1961—1966 | с  | Хэзел                            | Hazel                          | Мисс Элси                           |
| 1963—1964 | с  | Новое шоу Фила Силверса          | The New Phil Silvers Show      | Тётя Милли                          |
| 1964      | ф  | Дорогое сердце                   | Dear Heart                     | Мисс Мур                            |
| 1964      | ф  | Нескладный ординарец             | The Disorderly Orderly         | Миссис Фаззиби                      |
| 1964      | ф  | Поцелуй меня, глупенький         | Kiss Me, Stupid                | Миссис Маллиган                     |
| 1964—1972 | с  | Моя жена меня приворожила        | Bewitched                      | Глэдис Кравиц                       |
| 1965      | ф  | Дорогая Брижит                   | Dear Brigitte                  | Безработная                         |
| 1965      | ф  | Возвращение Баса Райли           | Bus Riley’s Back in Town       | Домохозяйка                         |
| 1964—1965 | с  | Много счастливых возвращений     | Many Happy Returns             | Миссис Уолш                         |
| 1966      | ф  | Лодка со стеклянным дном         | The Glass Bottom Boat          | Миссис Фенимор                      |

## Награды и номинации
В 1960 году Пирс была номинирована на премию «Грэмми» в номинации Лучший комедийный альбом за альбом «Monster Rally», записанный вместе с Гансом Конридом. В 1966 году получила премию «Эмми» за лучшую женскую роль второго плана в комедийном сериале посмертно, после второго сезона сериала «Моя жена меня приворожила». Награду от её имени принял её муж Пол Дэвис.
| Год  | Награда                      | Категория                                                                               | Результат | Прим.   |
| ---- | ---------------------------- | --------------------------------------------------------------------------------------- | --------- | ------- |
| 1960 | «Грэмми»                     | Лучший комедийный альбом                                                                | Номинация | [ 184 ] |
| 1966 | Прайм-таймовая премия «Эмми» | Лучшая женская роль второго плана в комедийном телесериале (Элис Пирс — посмертно)      | Победа    | [ 185 ] |
| 2003 | TV Land Awards               | Самая любопытная соседка (Элис Пирс — посмертно, совместно с Сандрой Гулд)              | Победа    | [ 186 ] |
| 2005 | TV Land Awards               | Любимый любопытный сосед (Элис Пирс — посмертно, совместно с Сандрой Гулд)              | Победа    | [ 187 ] |
| 2008 | TV Land Awards               | Сосед, которого вы стараетесь избегать (Элис Пирс — посмертно, совместно с Сандрой Гул) | Победа    | [ 188 ] |